# جيمس هارفي (فنان)
جيمس هارفي (بالإنجليزية: James Harvey)‏ هو فنان أمريكي، ولد في 1929، وتوفي في 15 يوليو 1965.